# グロム (駆逐艦)

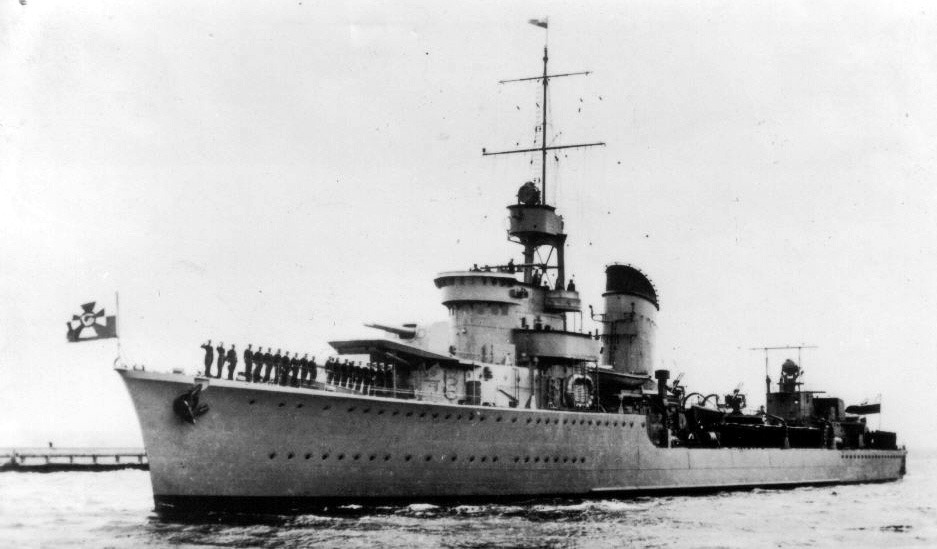
ORP Grom

グロム（ポーランド語：ORP Gromグローム）はポーランド海軍の駆逐艦。グロム級の1番艦。艦名のグロムはポーランド語で「雷鳴」を意味する。

## 艦歴
1935年7月17日起工。1936年7月20日進水。1937年5月11日就役。
第二次世界大戦勃発直前に駆逐艦「ブルザ」、「ブリスカヴィカ」と共にイギリスへ脱出した（ペキン作戦）。イギリス到着後に改装が行われ、4月からはノルウェー海域で作戦に従事していたが、1940年5月4日にナルヴィク沖でドイツ空軍のHe111爆撃機の攻撃により沈没した。

## 同型艦
- ブリスカヴィカ - グロム級駆逐艦の2番艦